# Jim Carroll
James Dennis Carroll, conocido como Jim Carroll  (Nueva York, 1 de agosto de 1949 - 11 de septiembre de 2009), fue un escritor, poeta y músico estadounidense, conocido sobre todo por su obra autobiográfica Diario de un rebelde de 1978, que años más tarde sería llevada a la gran pantalla en 1995 con Leonardo DiCaprio como protagonista.

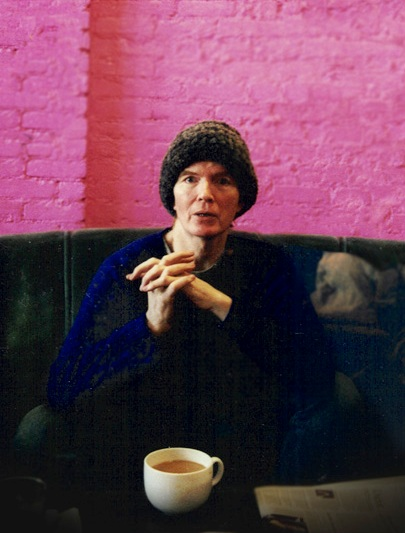
Jim Carroll en 2005 (Nueva York)

## Biografía
Carroll nació en una familia de clase obrera de origen irlandés en el verano de 1949. Cuando tenía quince años la familia se mudó a la ciudad de Inwood. Estudió en escuelas secundarias católicas desde 1955 hasta 1963. En el otoño de 1963, entró en la escuela pública, pero pronto recibió una beca para la escuela de élite Trinidad. Asistió a la Trinidad entre 1964 y 1968. 
Aparte de ser un gran aficionado a la escritura, Carroll jugaba al baloncesto. Entró en la "Liga de Biddy" a los 13 años y participó en la Escuela Superior Nacional del Juego de Estrellas en 1966. Durante este tiempo, Carroll estaba viviendo una doble vida como un adicto a la heroína prostituyéndose para pagar su hábito, pero también escribía poemas y asistía a talleres de poesía en el Proyecto de Poesía de San Marcos. Asistió brevemente a Wagner College y la Universidad de Columbia.

## Carrera literaria
Mientras cursaba secundaria, Carroll publicó su primera colección de poemas: Organic Trains. Conforme fue atrayendo a los literatos locales, su obra comenzó a aparecer en la revista Poetry Project, The World en 1967. Pronto su trabajo se publicó en revistas literarias como Elite Paris Review en 1968, y la poesía del año siguiente. En 1970, comenzó a trabajar para Andy Warhol. Al principio, él estaba escribiendo diálogo de la película e inventando nombres de personajes. Más tarde, Carroll trabajó como codirector del Teatro de Warhol. 
En 1978, Carroll publicó The Basketball Diaries, un libro autobiográfico sobre su vida como un adolescente en la cultura de las drogas duras de Nueva York. La autobiografía resume su vida entre las edades de doce y dieciséis años,  detallando sus experiencias sexuales, su carrera en el baloncesto y su adicción a la heroína, que comenzó cuando tenía tan solo 13 años. 
En 1987, con 37 años, Carroll escribió un libro de memorias, continuando con su autobiografía en donde refiere su etapa adulta en la música en la ciudad de Nueva York y el mundo del arte, así como su lucha para poner fin a su adicción a las drogas. 
Después de trabajar como músico, Carroll volvió a escribir durante toda la década de los ochenta.

## Etapa en la música
En 1978, después de su mudanza a California para empezar una nueva vida dejando a un lado su adicción a la heroína, Jim Carroll formó la Jim Carroll Band, una banda de punk rock, con el estímulo de Patti Smith, con quien alguna vez compartió apartamento en Nueva York ciudad junto con Robert Mapplethorpe. 
Carroll también ha colaborado con músicos como Lou Reed, Blue Öyster Cult, Boz Scaggs, Ray Manzarek de The Doors, Pearl Jam, ELO y Rancid.
Colaboró como músico en escenas de la película ochentera Tuff Turf como cantante de fiesta estudiantil, junto al protagonista James Spader y Robert Downey Jr., complementó sus gran talento musical.

## Muerte
Murió a los 60 años en su casa de Manhattan (Nueva York) debido a  un ataque al corazón. Según el informe, el artista se encontraba en su mesa de trabajo en el momento de su fallecimiento.